# Bob Martin (sanger)
 For alternative betydninger, se Bob Martin. (Se også artikler, som begynder med Bob Martin)
Bob Martin (født 7. juni 1922 i Krasnojarsk, Sovjetunionen, død 13. januar 1998 i Wien, Østrig) var en russisk sanger, som gjorde karriere i Østrig. Han repræsenterede Østrig ved Eurovision Song Contest 1957, og var dermed landets første repræsentant i sangkonkurrencen. Hans sang "Wohin kleines Pony?" fik en sidsteplads. 